# خورشیدگرفتگی ۱۴ فوریه ۱۹۱۵
خورشیدگرفتگی ۱۴ فوریه ۱۹۱۵ (به انگلیسی: Solar eclipse of February 14, 1915) یک خورشیدگرفتگی از نوع خورشیدگرفتگی حلقه‌ای است. این خورشیدگرفتگی در تاریخ ۱۴ فوریهٔ ۱۹۱۵ میلادی (‎۲۴ بهمن ۱۲۹۳ خورشیدی) روی داد که زمان اوج آن، ساعت ۴:۳۳:۲۰ به‌وقت ساعت هماهنگ جهانی بوده‌است. مدت زمان و طول این خورشیدگرفتگی ۲ دقیقه و ۲ ثانیه بود.